# Penela da Beira
Penela da Beira é uma povoação portuguesa sede da Freguesia de Penela da Beira do Município de Penedono, freguesia com 15,96 km² de área e 321 habitantes (censo de 2021), tendo, por isso, uma densidade populacional de 20,1 hab./km².
Recebeu o primeiro foral atribuído a terras portuguesas por Fernando I, o Magno, em 1055 (ou 1065). Esse foral foi mais tarde confirmado por D. Afonso Henriques, D. Sancho I, D. Afonso II.
Foi vila e sede de concelho até 1834, quando foi integrado no concelho de Trevões onde se manteve até 1855, altura em que este foi extinto. Passou então para o concelho de Penedono, depois para o de São João da Pesqueira tendo sido definitivamente reintegrada no concelho (atual município) de Penedono em 1898.

## Demografia
A população registada nos censos foi:
| Distribuição da População por Grupos Etários | Distribuição da População por Grupos Etários | Distribuição da População por Grupos Etários | Distribuição da População por Grupos Etários | Distribuição da População por Grupos Etários |
| -------------------------------------------- | -------------------------------------------- | -------------------------------------------- | -------------------------------------------- | -------------------------------------------- |
| Ano                                          | 0-14 Anos                                    | 15-24 Anos                                   | 25-64 Anos                                   | > 65 Anos                                    |
| 2001                                         | 57                                           | 44                                           | 163                                          | 146                                          |
| 2011                                         | 27                                           | 37                                           | 149                                          | 140                                          |
| 2021                                         | 17                                           | 26                                           | 138                                          | 140                                          |

## Património
- Dólmen da Capela de Nossa Senhora do Monte